# Liste des princes de Moukhran

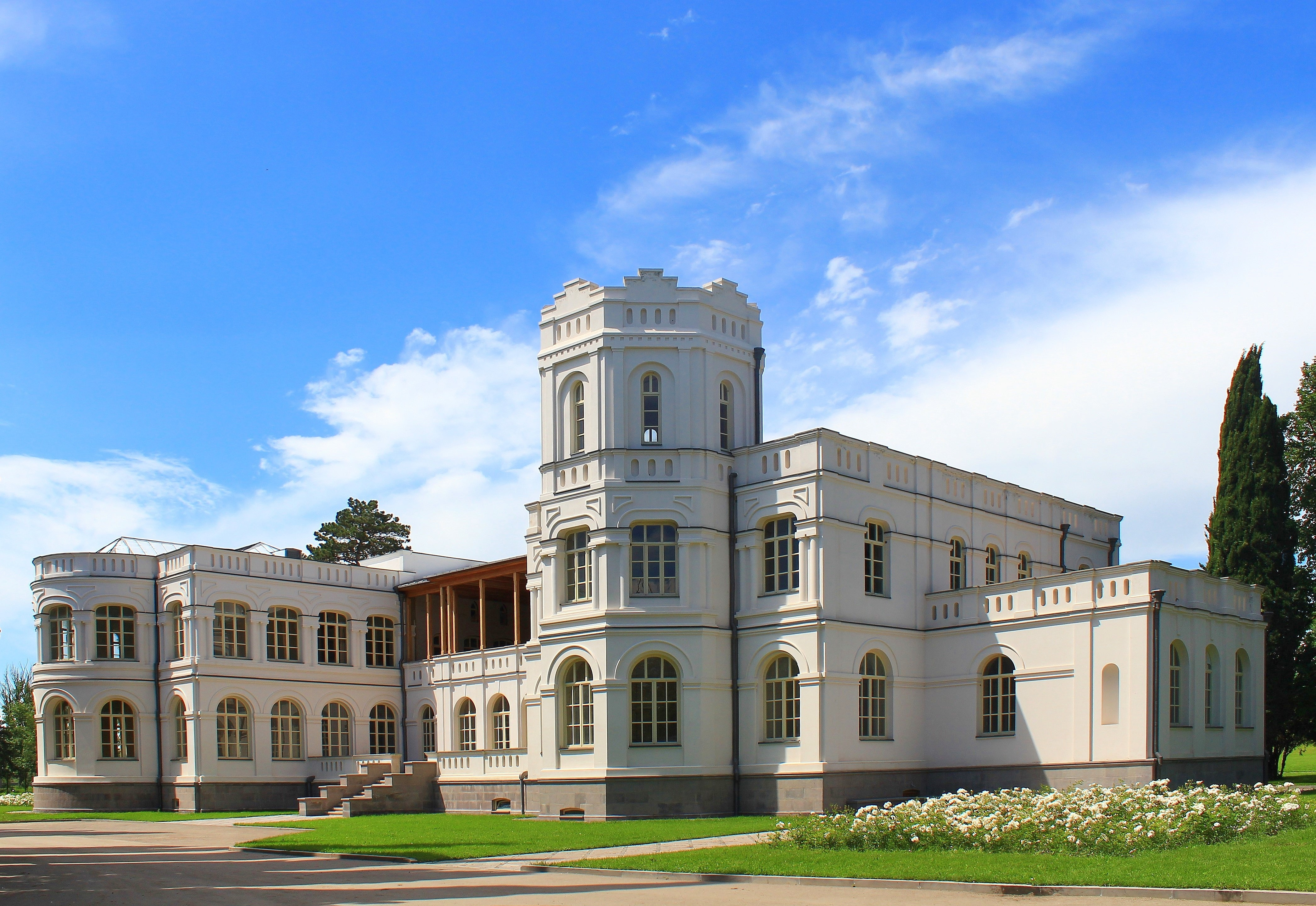
Château Mukhrani.

Cet article liste les princes de Moukhran, depuis la fondation de la principauté en 1512. Les princes de Moukhran avaient été les vassaux des rois de Karthli jusqu'en 1762, avant de se soumettre aux rois de Kartl-Kakhétie. Toutefois, l'Empire russe annexa la principauté en même temps que le reste de la Géorgie orientale entre 1801 et 1802. Depuis cette date, le titre de prince de Moukhran ne fut qu'une simple distinction de courtoisie d'abord à la cour impériale de Russie (Bagration-Moukhranski) puis en tant que prétendants au trône de Géorgie.

## Liste

### Les princes souverains
- 1512 - 1539 : Bagrat Ier ;
- 1539 - 1580 : Vakhtang Ier, fils du précédent ;
  - 1539- 1561 : Achotan Ier, prince associé, fils de Bagrat Ier ;
- 1580 - 1624 : Bagrat II, neveu du précédent ;
- 1624 - 1626 : Kaïkhosro-Teïmouraz Ier, fils de Vakhtang Ier ;
- 1627 - 1648 : David Ier (hors dynastie) ;
- 1648 - 1658 : Vakhtang II, fils de Bagrat II ;
- 1658 - 1667 : Constantin Ier, fils de Bagrat II ;
- 1668 - 1688 : Teïmouraz II, fils du précédent ;
- 1688 - vers 1691 : Achotan II, fils de Constantin Ier ;
- vers 1691 - vers 1696 : Papouna, fils de Constantin Ier ;
- vers 1696 - vers 1709 : Constantin II, fils de Teïmouraz II ;
- vers 1709 - vers 1710 : Papouna, fils de Constantin Ier, rétabli ;
- vers 1710 - vers 1716 : Constantin III, fils Achotan II ;
- vers 1716 : Héraclius Ier, fils de Constantin Ier ;
- 1716 - vers 1719 : Léon Ier, fils de Papouna ;
  - vers 1719-1724 : Jessé, anti-prince ;
- 1724 - 1734 : interrègne ;
- 1734 - 1735 : Mamouka-Manoutchar, fils d'Héraclius Ier ;
- 1735 - 1756 : Constantin II, fils de Teïmouraz II, rétabli ;
- 1756 - 1785 : Simon, fils de Léon ;
- 1785 - 1801 : Jean, fils de Constantin II ;

### Les princes «Moukhranski»
- 1801 - 1842 : Konstantin Ivanovitch Bagration-Moukhranski ;
- 1842 - 1895 : Ivan Konstantinovitch Bagration-Moukhranski, fils du précédent ;
- 1895 - 1903 : Konstantin Ivanovitch Bagration-Moukhranski, fils du précédent ;
- 1903 - 1917 : Aleksandr Iraklievitch Bagration-Moukhranski, petit-fils de Constantin IV.

### Titre de courtoisie
- 1917 - 1918 : Alexandre Iraklisdze Bagration de Moukhran ;
- 1918 - 1957 : Guiorgui Alexandrisdze Bagration de Moukhran, fils du précédent ;
- 1957 - 1977 : Irakli Guiorguisdze Bagration de Moukhran, fils du précédent ;
- 1977 - 2008 : Giorgi Iraklisdze Bagration-Mukhraneli, fils du précédent ;
- 2008 - : Irakli Giorgisdze Bagration-Mukhraneli[1],[Notes 1], fils du précédent.